# HD 1
HD 1 (HIP 422 / TYC 4294-80-1 / 2MASS J00050881+6750240) es una estrella binaria espectroscópica que se encuentra en la constelación de cefeo a 1290 años luz de la Tierra. Es la primera estrella del catálogo Henry Draper.
HD 1 está catalogada como una estrella gigante amarilla-naranja con un diámetro 18 veces el del sol. Tiene una edad de 350 millones de años. Su contenido metálico es inferior al solar [Fe/H] = –0,12 ± 0,09. Sin embargo, el elemento α de silicio puede indicar una sobreabundancia de +0,13.

## Sistema estelar
Posiblemente se trate de un sistema binario en el que se desconoce la naturaleza del componente B. Tiene un periodo orbital de 6,2 años.